# Cyprinodon nazas
Cyprinodon nazas är en fiskart som beskrevs av Miller, 1976. Cyprinodon nazas ingår i släktet Cyprinodon och familjen Cyprinodontidae. IUCN kategoriserar arten globalt som livskraftig. Inga underarter finns listade i Catalogue of Life.